# Carmélites Thérèsiennes de saint Joseph
Cet article possède un paronyme, voir Carmélites de saint Joseph (homonymie).
Les carmélites Thérèsiennes de saint Joseph (en latin : Congregationis Sororum Carmelitarum Teresianarum A Sancto Ioseph) sont une congrégation religieuse féminine de droit pontifical dédiée aux orphelins, aux personnes âgées et aux services dans les séminaires.

## Historique
Pour aider les familles sans ressources, Thérèse Toda y Juncosa pense créer une école pour éduquer les filles pauvres ou orphelines ou qui, en raison des conditions familiales, risquent d'être maltraitées. À cette fin, elle commence le projet d'une congrégation religieuse avec l'aide de sa fille, Thérèse Guasch y Toda, et les conseils spirituels de Josep Caixal i Estradé, chanoine de Tarragone et futur évêque d'Urgell. En 1868, elles déménagent à Barcelone, non sans opposition des autorités ecclésiastiques, où, avec Dolorès Cotó et Catherine Pera, elles forment une première communauté le 22 février 1878,.
Le 16 septembre 1883, les premières constitutions religieuses sont approuvées, mère et fille ainsi que trois autres jeunes filles (Catherine Pera, Marie Vallès et Rose Capdevila) prononcent leurs vœux religieux. Thérèse Toda y Juncosa, en religion Thérèse de saint Joseph, devient la 1re supérieure générale et sa fille, Thérèse du Cœur Immaculée de Marie, maîtresse des novices. En 1898, à la mort de sa mère, Thérèse Guasch y Toda lui succède dans la direction de l'institut et contribue à son expansion. La congrégation obtient le décret de louange et l'approbation finale de ses constitutions le 10 avril 1911. 
La guerre civile espagnole provoque la fermeture de nombreuses maisons et la dispersion des religieuses. En 1940, commence une nouvelle phase pour la congrégation : les maisons sont ouvertes à nouveau, en redémarrant pratiquement de zéro. Le 16 juin 1941, l'institut est affilié à l'Ordre des Carmes déchaux.
En 1949, sont fondées les premières communautés hors de Catalogne, en Espagne mais également en République Dominicaine, suivies du Chili et de la Colombie (1960), des États-Unis (1967), de Porto Rico (1979), du Mexique (1985) et de Cuba (2008). En Afrique, des maisons sont fondées en Côte d'Ivoire (1994) et au Mozambique (2004).

## Activités et diffusion
Les sœurs se consacrent aux soins et à l'éducation des enfants et des jeunes en particulier les orphelins, elles ont des foyers de jeunes filles et des maisons de retraite et se vouent également aux services domestiques dans les séminaires et maisons religieuses.
Elles sont présentes en :
- Europe : Espagne.
- Amérique : Chili, Colombie, Cuba, États-Unis, Mexique, Porto Rico, République Dominicaine.
- Afrique : Côte d'Ivoire, Mozambique.

La maison-mère est à Madrid.
En 2017, la congrégation comptait 251 religieuses dans 51 maisons.